# Callyspongia clathrata
Callyspongia clathrata är en svampdjursart som först beskrevs av Arthur Dendy 1905.  Callyspongia clathrata ingår i släktet Callyspongia och familjen Callyspongiidae.
Artens utbredningsområde är Sri Lanka. Inga underarter finns listade i Catalogue of Life.